# Притисько-Микільська вулиця
Прити́сько-Микі́льська ву́лиця — старовинна вулиця в Подільському районі міста Києва, місцевість Поділ. Пролягає від Контрактової площі і вулиці Костянтинівської до вулиці Хорива.
Прилучається Фролівська вулиця.

## Історія
Вулиця відома з XVII століття під сучасною назвою, від церкви Миколи Притиска, до якої веде вулиця (храм збудовано у 1631 році, за іншими даними, достовірнішими — наприкінці XVII століття). З 1957 року — вулиця Георгія Лівера, на честь Г. В. Лівера, революціонера, учасника боротьби за радянську владу у Києві. Історичну назву вулиці повернуто 1991 року.
На початок XIX століття була однією з небагатьох вулиць Подолу з кам'яною забудовою, тому зберегла свій первісний вигляд та пролягання і після пожежі 1811 року. Саме тут 1730 року розмістилася перша міська аптека.
В свій час на вулиці було дві значні церковні споруди — окрім існуючого і дотепер Флорівського монастиря, дзвіниця та Святі Ворота якого виходять саме на Притисько-Микільську вулицю, навпроти ще існувала Петропавлівська церква, збудована ще у XVII столітті як костьол. Церква, на жаль, була втрачена у 30-х роках XX століття.
Вулиця забудована виключно будівлями 1-ї половини XVIII — початку XX століття.

## Пам'ятки історії та архітектури
- буд. № 1 — Будинок шевського цеху (середина XVIII ст.)
- буд. № 4 — Будинок житловий із флігелем (перша половина XIX ст.)
- буд. № 5 — Будинок Рибальського (перша половина XVIII ст.)
- буд. № 7 — Будинок житловий з аптекою А. Бунге та І. Гейтера (1728; початок XIX ст., нині — Аптека-музей)
- буд. № 7-Б — Жилий флігель 1839 р.